# 히사에다 조지
히사에다 조지(일본어: 久枝 譲治, 1951년 5월 12일 ~ )는 일본의 외교관이다. 2011년 10월부터 2015년까지 주오만 특명전권대사를 맡았다.

## 인물
도쿄도 출신으로 1970년에 도쿄 교육대학 부속 중학교·고등학교(현 쓰쿠바 대학 부속 중학교·고등학교)를 졸업했고. 1975년 11월에 외무공무원 채용 시험에 합격했다. 1976년 도쿄 대학 법학부를 졸업하고 외무성에 입성했다.

## 주요 경력
- 1976년 : 도쿄 대학 법학부 졸업
- 1977년 ~ 1979년 : 옥스퍼드 대학교에서 유학
- 주미국 일본대사관 1등 서기관
- 외무성 문화교류부 문화제2과장
- 내각법제국 참사관
- 주필리핀 일본대사관 공사
- 주뉴욕 일본총영사관 수석영사
- 외무성 보도·홍보 담당 참사관
- 주애틀랜타 총영사
- 국제교류기금 총괄역
- 주시카고 총영사
- 2011년 ~ 2015년 : 주오만 특명전권대사[1]
- 2016년 4월 : 메이지 대학 국제일본학부 객원교수[2]

## 기타
부인과의 사이에 1남 2녀를 두고 있으며 취미는 트롬본 연주와 피아노 연주, 곤충 채집, 테니스, 승마 등이다.